# Associazione nazionale esercenti spettacoli viaggianti
L'Associazione nazionale esercenti spettacoli viaggianti, in acronimo ANESV, è un'associazione, costituita nel 1947, che rappresenta le imprese che svolgono attività di spettacolo viaggiante nei luna park, nelle installazioni di attrazioni nei parchi cittadini. La sua sezione Parchi Permanenti Italiani rappresenta i grandi parchi tematici e i parchi acquatici italiani.
L'ANESV rappresenta inoltre i grandi parchi di divertimento, tematici, acquatici e faunistici, i parchi avventura ed i laser game. Aderiscono ad ANESV anche numerose sale giochi, kartodromi, piste di pattinaggio sul ghiaccio ecc.
Come associazione maggiormente rappresentativa del settore, fa parte della Consulta per lo spettacolo, organismo nazionale istituito presso il MIBAC.
È socio fondatore dell'Associazione Generale Italiana dello Spettacolo (Agis) e dal giugno del 2013 è federata a Federturismo Confindustria.